# Чипси
Чи́пси (від англ. chips, від chip — «тонкий шматочок») — легка закуска, що являє собою тонкі скибочки картоплі чи інших коренеплодів, обсмажені в олії (фритюрі). Продається як готовий до вживання харчовий продукт. Часто подається до пива як закуска. Також до чипсів іноді подають густий соус, в який їх вмочують.
У британській англійській слово chips вживається для позначення картоплі фрі (звідси й назва страви fish and chips), а чипси називають crisps.
У разі приготування з висушеного тонкого шару картопляного пюре, можуть називатися картопляними вафлями.

## Історія виникнення
Вважається, що чипси випадково придумав індіанець за походженням Джордж Крам 24 серпня 1853 року на курорті Саратога-Спрінгс (США), працюючи шеф-кухарем фешенебельного ресторану готелю Moon's Lake House. За легендою, одним з фірмових рецептів ресторану була «картопля фрі». Одного разу на вечері залізничний магнат Корнелій Вандербільт повернув смажену картоплю на кухню, поскаржився на те, що вона «занадто груба». Шеф-кухар, Крам, вирішив пожартувати над магнатом, нарізати картоплю буквально паперової товщини й обсмажити. Утім, страва сподобалася магнатові та його друзям.
Рецепт назвали «Чипси Саратога». Через деякий час чипси стали найпопулярнішою фірмовою стравою ресторану.
У 1860 році Крам відкриває власний ресторан (пропрацював до 1890 року), на кожному столику якого стояв кошик із чипсами. Ресторан швидко став модним місцем серед приїжджих на курорт багатих американців. Крам не продавав чипси на винос, але через простоту приготування їх стали пропонувати в більшості ресторанів.
У 1895 році Вільям Теппендон починає «дрібносерійне виробництво» чипсів, спочатку на власній кухні, пізніше будує фабрику. Постачання здійснюється до Клівленда. Пізніше Лаура Скаддер пропонує користати як упакування воскований папір. Так з'являється концепція «пакетика чипсів». У 1932 році Герман Лей засновує в Нашвіллі, штат Теннессі, марку Lay's, яка стала першим національним брендом чипсів, що наявні й у наш час.
Технологію виготовлення чипсів та культуру їхнього споживання поширював в Україні сумський біолог-селекціонер Анатолій Коломацький.

## Сорти картоплі для виготовлення чипсів
На сьогодні кращими сортами чипсової картоплі, придатними для українських кліматичних умов, вважаються сорти з раннім, середнім та пізнім терміном дозрівання. Це ранні — «Леді Клер», «Бонус», «Европріма», середньостиглі — «Пірол», «Верді», «Кібіц» та пізній — «Сатурна».

## Рецептура
Є два основних рецепти чипсів.
- Класичний: картоплю ріжуть тонкими скибочками й обсмажують в олії. Маючи відповідну шинкувальну дошку, це можна легко зробити й на звичайній кухні.
- Часто в машинному виробництві застосовується інший рецепт: із картопляного борошна роблять тісто, а з тіста форму чипсів, які потім обсмажують.

Часто до чипсів додають ароматизатори (натуральні або синтетичні) і підсилювачі смаку (глютамат натрію).

## Шкода здоров'ю
У чипсах містяться трансізомери жирних кислот, частка яких може досягати 30-50 %. Вони порушують імунітет людини, збільшують ризик розвитку діабету, онкологічних захворювань, знижують кількість тестостерону, порушують обмін простагландинів (регулюють безліч процесів в організмі і перебувають практично в усіх тканинах і органах), порушують роботу цитохром з-оксидази — головного ферменту, що знешкоджує канцерогенні і деякі лікарські токсини. За результатами 14-річних спостережень англійських учених, опублікованих в British Medical Journal (№ 11, 1998), смертність від ішемічної хвороби серця і число інфарктів міокарду набагато вища серед любителів продуктів, що містять трансізомери жирних кислот, а рак молочної залози у жінок зустрічається на 40 % частіше.
Також у чипсах міститься акриламід (2-пропенамід), нарівні з іншими крохмалистими продуктами, що піддавалися тепловій обробці (наприклад у смажені картоплі, хлібі), але не при варці. Акриламід — це канцероген, токсична речовина, що вражає, в основному, нервову систему, печінку і нирки. У вигляді порошку ця речовина може призвести до розладу нервової системи (потіння, слабкість кінцівок, втрата ваги, регенерація і відновлення від 2 до 12 місяців).

## Галерея

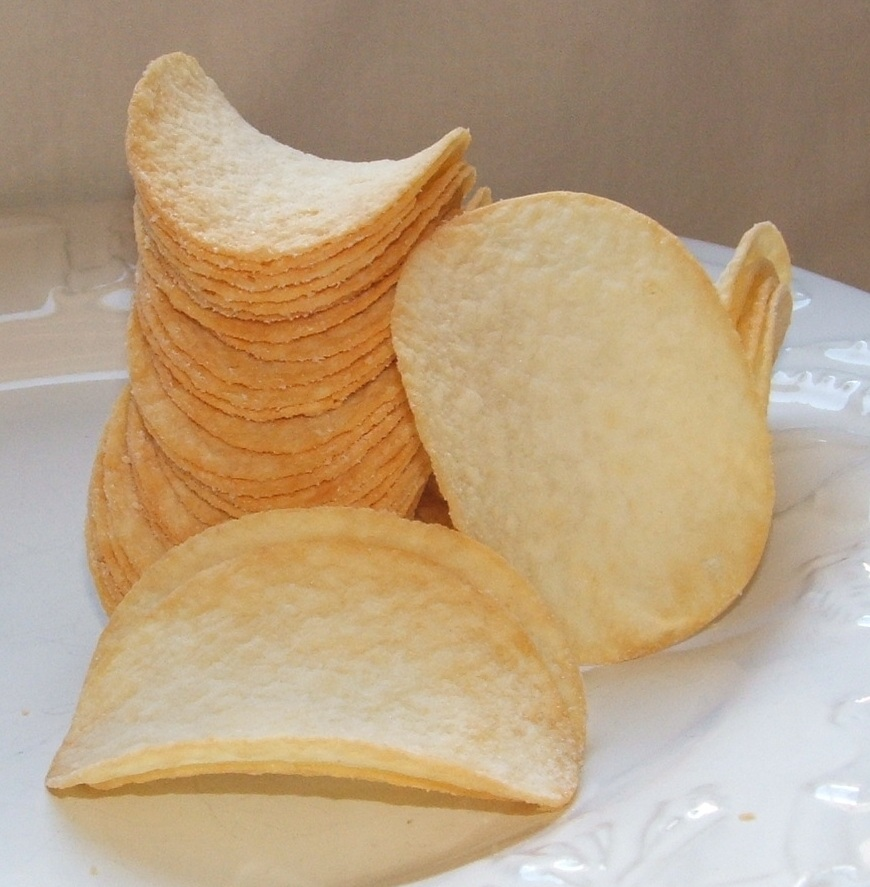
Чипси Pringles
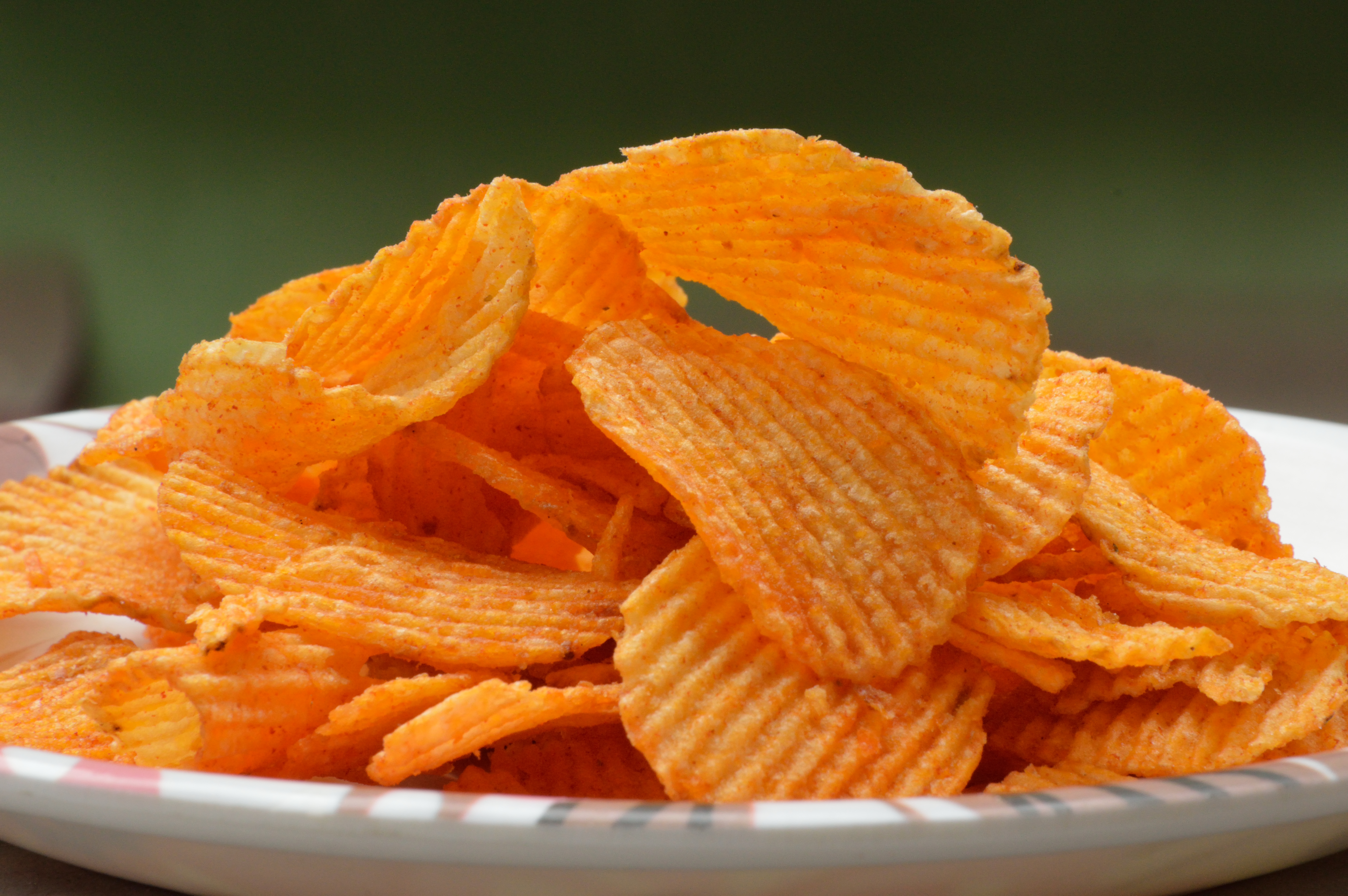
Чипси Lays зі смаком томатів, Індія, 2015 рік
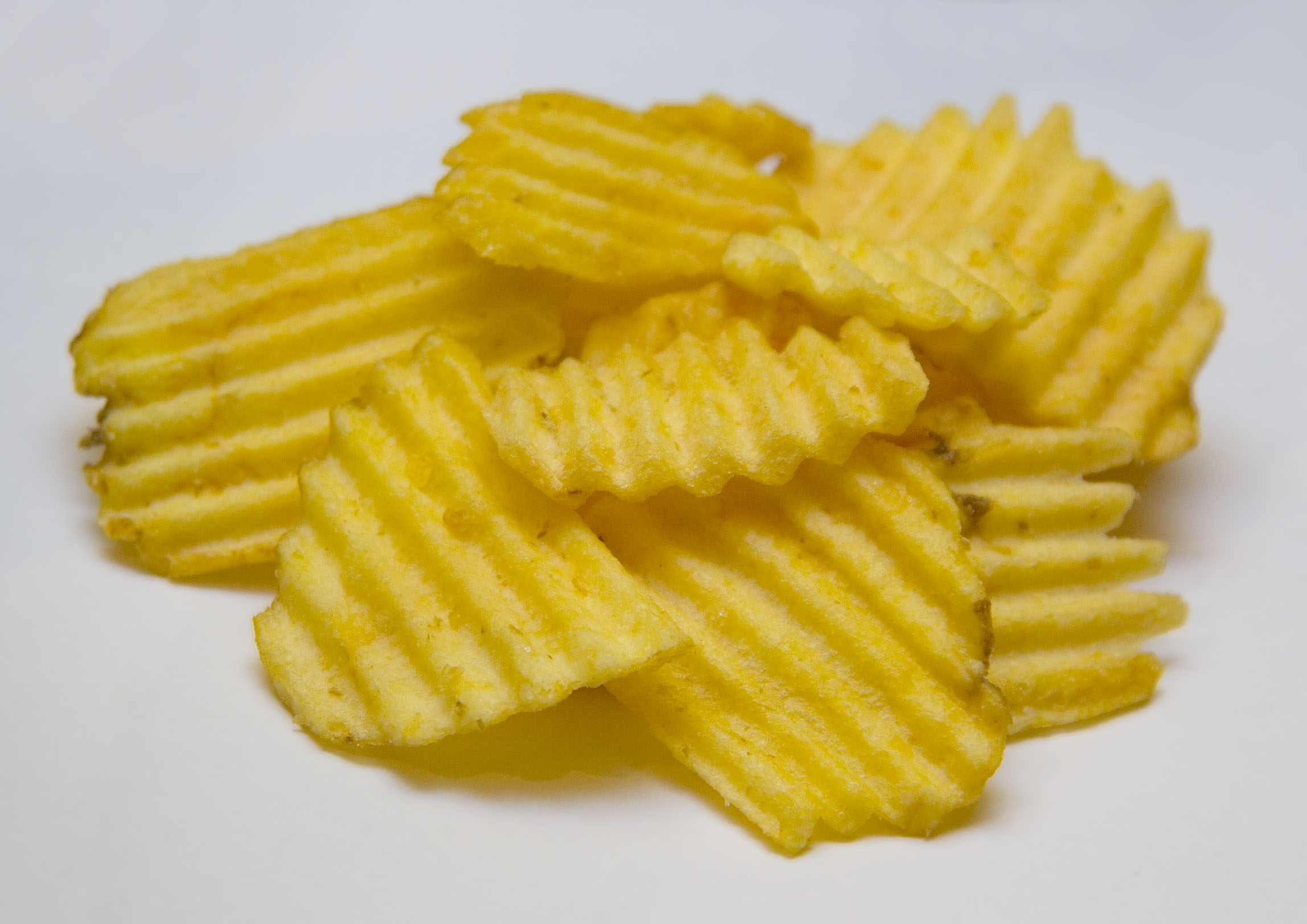
Хвилясті чипси
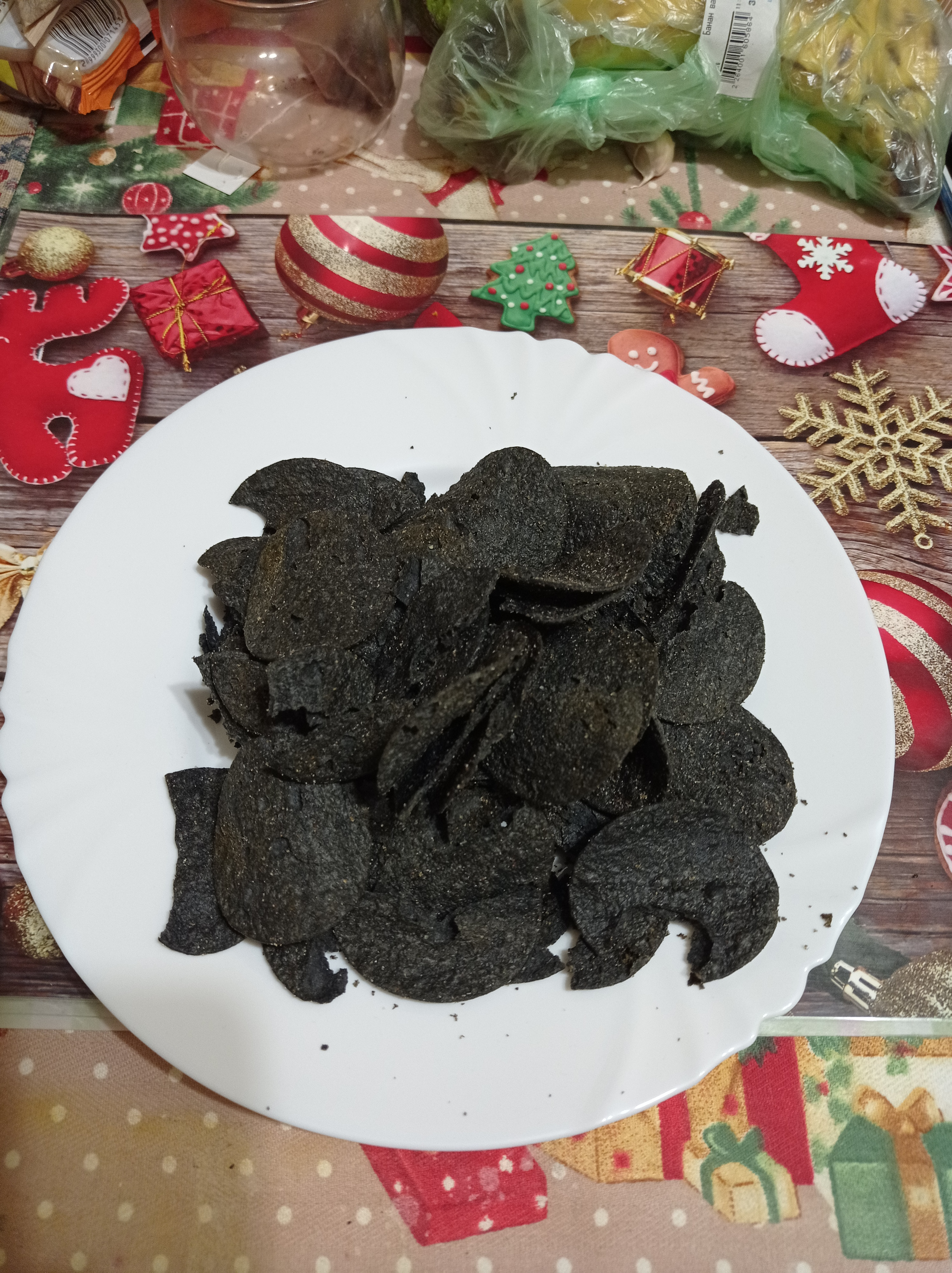
Чорні білоруські чипси Just Brutal, 2021 рік. Чорний колір надає чорне деревне вугілля
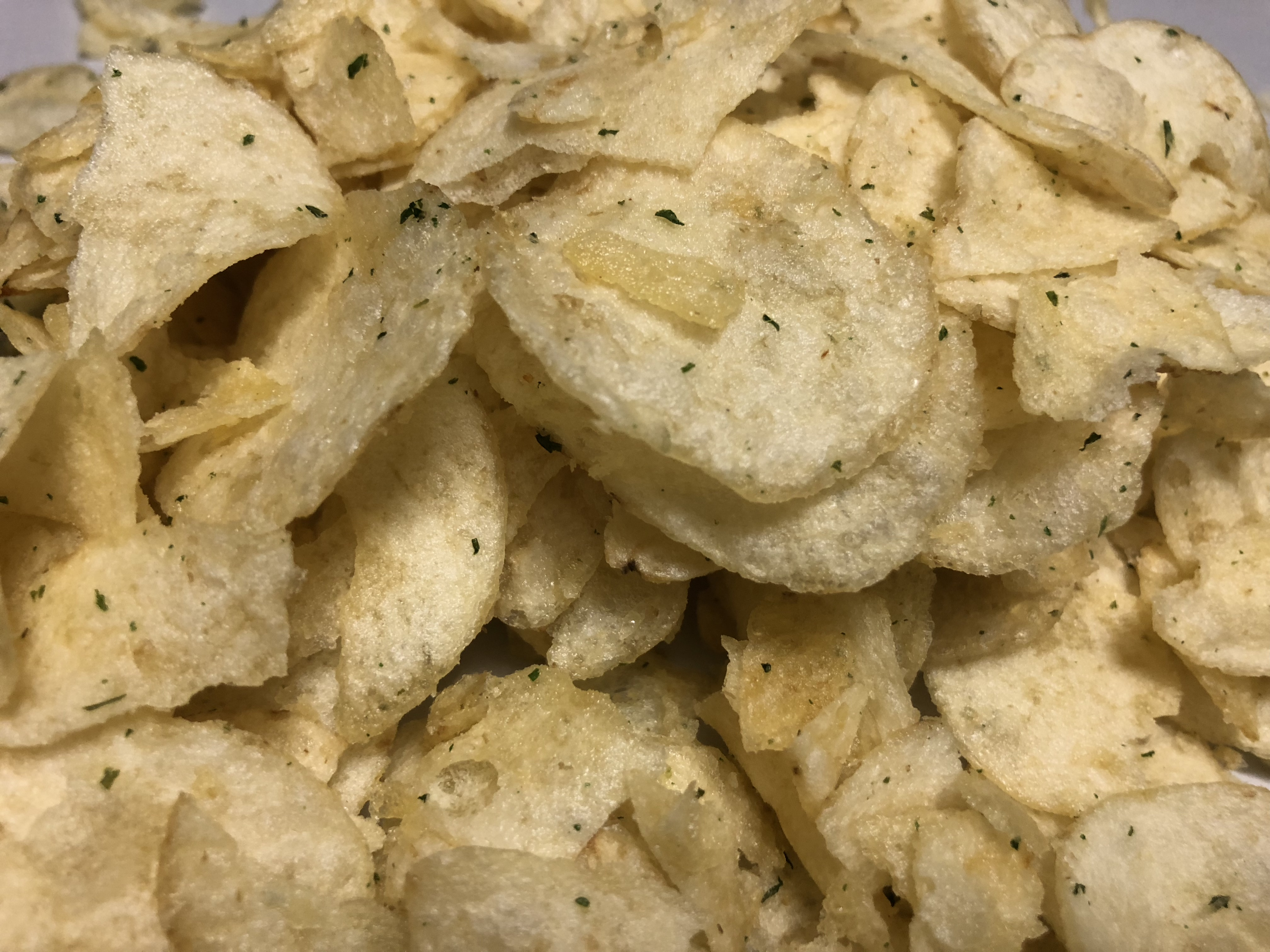
Чипси Лейс зі смаком сметани та цибулі
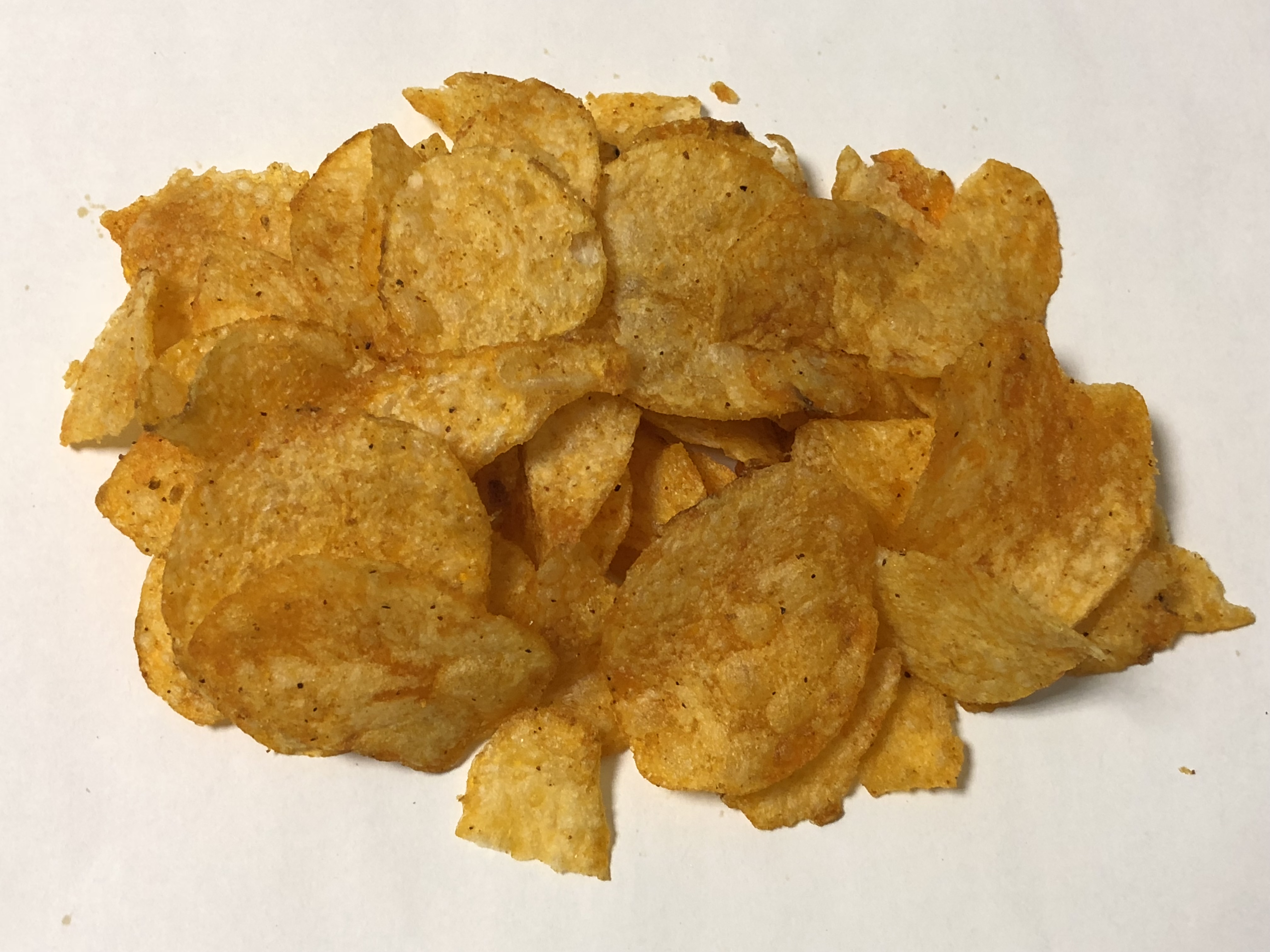
Чипси Лейс зі смаком барбекю
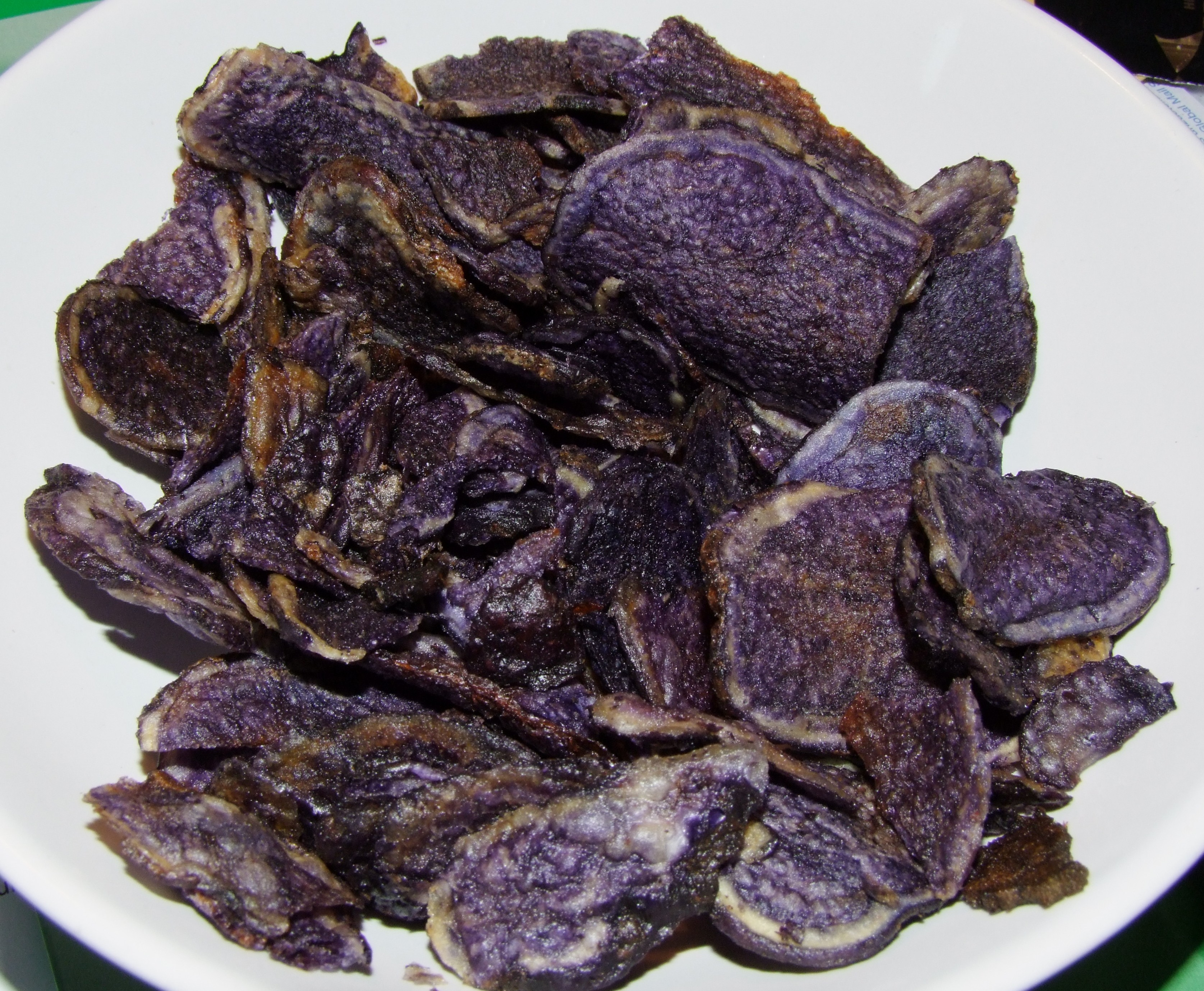
Чипси із темно-синього сорту картоплі Вітелот
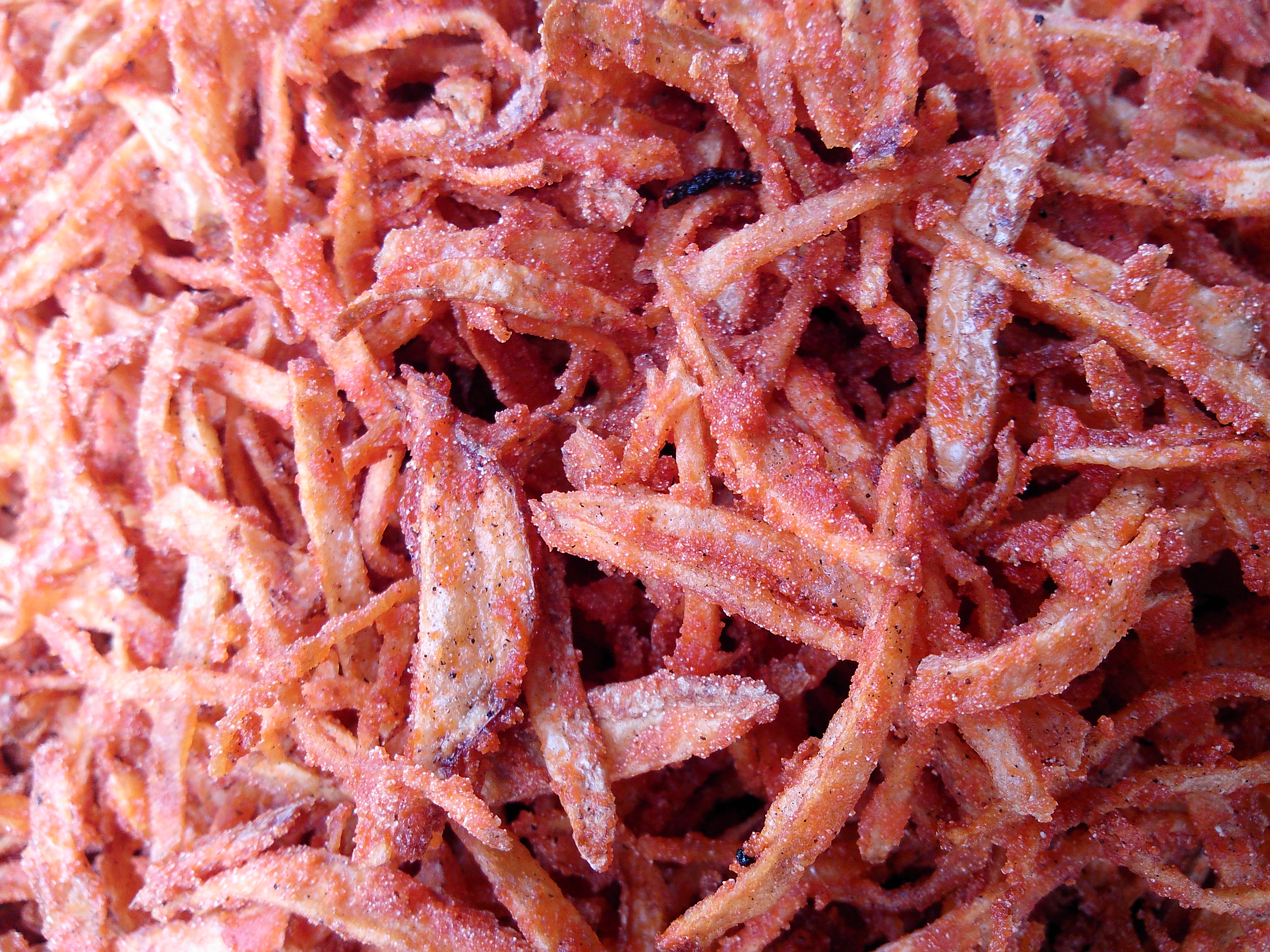
Помідорні чипси